# Mouv'
Pour le parti politique valdôtain du même nom, voir Mouv' (parti politique).
Pour l’article ayant un titre homophone, voir Move.
Mouv’, initialement créée sous le nom Le Mouv’ jusqu'au 2 février 2015, est un réseau de stations publiques régionales appartenant à Radio France, destinées au jeune public. Le réseau fait partie du projet défini par le président de Radio France Mathieu Gallet. Depuis 2015, Mouv' se recentre notamment sur les cultures urbaines, le hip-hop et la musique électronique.

## Historique

### L'ancêtre Radio 7
Considérée comme la « grande soeur » ayant inspiré le Mouv',, la première station FM publique Radio 7 du groupe Radio France destinée au jeunes, est lancée le 2 juin 1980,. En pleine période d'explosion des centaines de stations pirates devenues radios libres puis radios locales privées, Radio 7 connaît un certain succès et permet à de nombreux animateurs, journalistes, artistes et producteurs de faires leurs armes. Le 20 février 1987, Radio 7 est supprimée, laissant sa place, ses locaux parisiens de la Maison de la Radio et ses fréquences, à la station France Info, toute première radio nationale d'informations française. Dès lors, il faut attendre une dizaine d'années pour qu'un nouveau projet du même genre soit entrepris.

### 1995-1997: conception et naissance du Mouv'
Nommé en novembre 1995, Michel Boyon, président de Radio France, décide de créer un programme à destination des jeunes auditeurs, constatant le vieillissement de l'auditoire des stations publiques. En mai 1996, il met en place une cellule de réflexion nommée Mission Alpha. Réunis autour d’Olivier Nanteau (producteur à France Inter), Marc Garcia, Joël Pons, Gilles Carretero, Jean-Charles Aknin, Romain Beignon, Sophie Coudreuse collaborent à la conception d’une radio dédiée aux publics jeunes. Joël Pons proposera le nom de cette radio : Le Mouv'.
À la suite de cette phase de conception, les travaux de maquettage débutent en août 1996, au studio 109 de la Maison de la radio notamment. Le pool de reporters et de journalistes est composé de Matthieu Culleron, Marie Dalquié, Carine Fillot, Hervé Gardette, Manu Gouache, Élodie Maillot, Rebecca Manzoni, Christine Moncla, Omar Ouahmane, Tristan Pantalacci, Laurence Peuron, Gregory Philipps, Cécile Queguiner, Jérôme Sandlarz, Sophie Simonot, Pierre Wolf, …
Le 17 juin 1997, est créé Le Mouv' à Toulouse, sur la fréquence de la station locale de Radio France à Toulouse (ex FR 3), qui disparaît en laissant ses locaux à la nouvelle station. La naissance de cette station est alors contestée par de nombreuses personnes, qui doutent de la cohérence du projet et des moyens de le financer.

### 1997-1999: développement difficile
Basée à Toulouse du 1er avril 1998 jusqu'en janvier 2011 où elle s'installe à la Maison de la Radio à Paris pour laisser ses locaux à France Bleu Toulouse, elle diffuse ses programmes dans la plupart des grandes métropoles régionales y compris Paris, depuis décembre 2001.
Première station entièrement numérique du service public, elle propose à ses débuts un programme musical éclectique, offrant une grande place aux musiques électroniques, et entrecoupé de rubriques d'information pratique. Rapidement, le CSA dégage 16 nouvelles fréquences au Mouv’ dans des villes de taille moyenne (Agen, Angoulême, Chartres, Évreux, Gap, Moulins, Niort, Poitiers...).
À partir de 1998, elle obtient cinq nouvelles fréquences : Angers, Nevers, Oyonnax, Troyes, Chalon-sur-Saône, Valence. Des débuts difficiles en 1998, dans les villes où elle émet, la station ne semble pas rencontrer son public. De plus, sa couverture est limitée à quelques villes en milieu rural pour la plupart ; la station ne peut faire le poids face aux grandes radios privées destinées aux jeunes. Les dirigeants de Radio France s'interrogent sur la viabilité de la station.

### 1999-2005: changement de stratégie, Le Mouv' trouve son public
En 1999, le Mouv' change de stratégie. Sous l'influence de Marc Garcia, la station se dote d'un nouveau logo et adopte une programmation rock, format abandonné par les réseaux jeunes, notamment Fun Radio qui en a fait son fonds de commerce, quelques années plus tôt. Elle adopte également une grille plus stable, avec des rendez-vous à heure fixe. Ce renouveau semble porter ses fruits puisque, rapidement, le Mouv' dépasse les quatre points d'audience cumulée dans son fief, Toulouse.
En 2000, Jean-Marie Cavada, président de Radio France, lance le « Plan Bleu », un vaste programme de réorganisation des fréquences du service public. Constatant que le public potentiel du Mouv’ se trouve dans les grandes villes universitaires, Radio France réattribue au Mouv’ la plupart des fréquences du réseau FIP, qui conserve une audience faible dans les grandes villes. Par ailleurs, le Mouv' perd ses fréquences dans les zones rurales, au profit du réseau de stations locales de Radio France, qui est renommé France Bleu à cette occasion. Le Mouv' est finalement présente à Ajaccio, Angers, Brest, Lille, Lyon, Marseille, Nantes, Rennes, Toulouse et Valence. Sa couverture est ainsi doublée.
Le 8 décembre 2001 Radio France obtient pour le Mouv' une fréquence à Paris. Cette fréquence, qui diffuse France Musique, représente un « doublon » avec le 91.7 MHz. Des tests techniques ont permis de la dégager pour un autre programme. Cette arrivée est contestée par des stations privées qui voient arriver un concurrent potentiel, notamment la radio parisienne Ouï FM. Elles dénoncent la possibilité de préemption donnée par la loi à la radio publique. Les radios privées mettent en cause les programmes du Mouv' qui, selon eux, ne remplissent pas une mission de service public, tant au niveau de la musique que des programmes parlés.
Marc Garcia devient la même année directeur et met en place une nouvelle stratégie et une nouvelle démarche éditoriale, symbolisées par un slogan, « L'esprit Rock ».
Frédéric Schlesinger est recruté par Radio France et nommé directeur fin 2003, sur la proposition de Marc Garcia à Jean-Marie Cavada alors président de Radio France. Malgré un réseau limité à 17 fréquences, le Mouv' rencontrera alors rapidement un public exigeant et apparaîtra dans les sondages nationaux pour la première fois de son histoire en 2004, avec plus de 1 % d'audience cumulée. La même année et à la demande de la direction du Mouv' Radio France décide d'installer une antenne de la radio à « l'esprit rock », à Paris.
En 2005, le réseau à destination des publics « jeunes » dépassera 1,3 % d'audience cumulée nationale, près de 700 000 auditeurs. Après seulement deux ans de présence dans la capitale, Le Mouv' rencontre également son public à Paris.

### 2005-2008: développement du nombre de fréquences
En avril 2006, Frédéric Schlesinger est nommé directeur délégué de France Inter. Stéphane Ramezi lui succède avant de rejoindre en 2008 la direction des éditions multimédias de Radio France.
Dans le cadre du plan FM 2006, des fréquences sont mises progressivement en service à partir de 2007 à Besançon, Bordeaux, Caen, Cannes, Carcassonne, Dijon, Limoges, Amiens, Lorient, Montpellier, Nice, Reims, Rouen et Tours.

### 2008-2013: audiences en dents de scie et incertitudes
Fin 2008, Hervé Riesen, ancien animateur du Mouv’ devenu responsable de Couleur 3 en Suisse, est nommé directeur de la radio. Il annonce une diminution de la part de musique dans la programmation, passant de 90 % à 70 % du temps d'antenne. Il déclare également que la cible de la radio est désormais les 18-30 ans et qu'elle va diversifier sa programmation musicale.
L'audience en dents de scie de la radio retrouve momentanément 1 % d'audience cumulée sur la période de janvier à mars 2009 avant de disparaître durablement du sondage de l'institut de référence Médiamétrie. En juin 2010, Jean-Luc Hees, PDG de Radio France, annonce le déménagement de la radio à Paris, à cause d'une part de marché trop faible de 0,7 %. Cet événement marque la fin d'une radio publique décentralisée.
En mars 2011, Hervé Riesen est remplacé par Patrice Blanc-Francard[réf. nécessaire].
Le 24 janvier 2012, la station accueille l'équipe de Groland.con pour une journée Groland. La station prend le nom de « Gromouv' » à l'occasion de cette journée.
Pour la rentrée 2013, le Laura Leishman Project et la Morinade seront programmés uniquement une fois en fin de semaine. Les deux animateurs seront en parallèle à France Inter.
Les audiences du Mouv’ de l'année 2012 étaient de 215 000 auditeurs, soit 0,4 % d'audience cumulée, avec 31 émetteurs couvrant une population potentielle de 22 millions d'habitants.
Dans son rapport annuel de l'année 2012, publié en octobre 2013, le CSA considère le Mouv' comme une radio « généraliste à dominante musicale » et estime que le changement fréquent de ligne éditoriale nuit à son audience, tout en préconisant à Radio France de déterminer et de stabiliser une ligne éditoriale pour permettre à la radio de regagner des parts de marché.
Selon Radio Actu et Les Échos,, l'audience du Mouv' au 1er trimestre 2013 serait de 0,3 % en cumulé, soit 160 000 auditeurs, pourcentage proche de la marge d'erreur de Médiamétrie, l'audience a diminué de 0,1 % par rapport à 2012. La réorganisation des programmes en avril 2013 n'a pas encore été prise en compte. La meilleure audience de la radio fut en 2004 avec 1,3 % d'audience cumulée et depuis 2009, le Mouv' n'a pas eu d'audience égale à 1 % et diminue depuis.
D'après les Échos, le budget du Mouv’, en 2013, est de 17 millions d'euros, représentant 2,6 % du budget de Radio France et la radio emploie 30 permanentes et 70 cachetiers.

### 2013-2015: redéfinition de la ligne éditoriale
En septembre 2013, Arthur, le patron de OÜI FM, propose à Radio France de fusionner Le Mouv' avec sa station. Toutefois, Joël Ronez refuse cette proposition en annonçant que « le service public n’est pas à vendre ni à brader. Il n'est pas un réservoir de fréquences à destination des entreprises privées désireuses de progresser »,.
En novembre 2013, dans le cadre d'une nouvelle redéfinition de sa ligne éditoriale, voulue plus musicale, la direction du Mouv', afin de retrouver des auditeurs, décide de se séparer de Daniel Morin, de Frédéric Bonnaud et de Philippe Dana.
Bruno Laforestrie dirige l'antenne depuis le 26 mai 2014 avec l'objectif de porter son audience cumulée à 1 % avant la fin de l'année 2016.
Entre le 1er janvier et le 1er février 2015, l'antenne n'a diffusé que de la musique, sans la moindre intervention d'animateur ou chroniqueur. Il n’y a eu que quelques flashs d'actualités et une seule émission spéciale de 35 minutes, diffusée le vendredi 9 janvier 2015 concernant l'attentat contre Charlie Hebdo.

### Depuis 2015: changement de nom, nouveau départ
Radio France dépose les marques « Mouv' » et son nouveau slogan « Mouv' on it » à l'INPI le 23 décembre 2014,.
Le 2 février 2015, Le Mouv' change de nom pour devenir « Mouv' »,, avec l'objectif de réunir plus de 500 000 auditeurs avant décembre 2016. Par la même occasion, la radio propose une nouvelle grille de programmes centrée sur le hip-hop et la culture urbaine et lance une nouvelle version de son application sur IOS et Android.
Dans le rapport de la Cour des comptes publié en avril 2015 à la suite du mouvement social de Radio France de mars - avril 2015, en pointant les informations suivantes :
- la radio n'a jamais atteint sa cible, c'est-à-dire une audience de 1,5 % en 2009 ;
- l'âge médian est passé de 28 ans en 2009 à 34 ans en 2013, probablement les mêmes auditeurs de 2009 qu'en 2013, et la radio est destinée à un public de 20-35 ans ;
- les coûts directement affectés aux programmes ont presque doublé, passant de 4,5 millions en 2004 à 8,7 millions en 2013 (soit une augmentation de 93 %) ;
- la masse salariale entre 2004 et 2013 est stable en CDI et CDD en ETP (Équivalent Temps Plein), mais les dépenses relatives aux cachets et piges (2,7 millions d'euros) ont été multipliées par 3,7 entre 2004 et 2013, il y a douze rédacteurs en 2013 ;
- en 2013, il y a eu 820 000 visiteurs mensuels sur le site web de la radio, et près de 4 millions de téléchargements de podcasts ;
- la Cour des Comptes considère qu'essayer de faire un « France Inter des jeunes » fut une des causes de l'échec de la radio ;
- elle préconise de statuer sur le sort du Mouv' avant la signature du COM (Contrat d'Objectifs et de Moyens) de 2015 à 2019 ;
- elle critique le changement fréquent des stratégies au fil des années faisant perdre des auditeurs tout en augmentant les coûts ;
- elle préconise, en cas de non-évolution de l'audience, de transformer la radio FM en webradio ou bouquet de webradios.

Alors que les audiences du 1er trimestre 2015 montrent une légère amélioration, passant de 0,4 % à 0,6 %, le nombre de consultations du site internet de la radio a chuté de 22 % pour la même période et de plus de 50 % entre avril 2014 et avril 2015, d'après OJD,.
Lors de l'audition de Mathieu Gallet au Sénat par la commission de la Culture le 7 mai 2015, le directeur souhaite maintenir cette radio même si les fréquences ont un coût non négligeable et confirme qu'il laisse 18 mois au Mouv' pour trouver son public. Dans le cas où l'audience ne décollerait pas, il n'exclut pas de transformer la radio en tout numérique, soit en faisant une webradio, soit en utilisant la RNT.
Alors que Radio France n’a aucune fréquence en RNT et que l'audience nationale en RNT est estimée à peine à 2 %, en décembre 2014 (rappel : l'objectif est de 1 % en FM pour fin 2016) et est disponible que dans trois villes françaises (Paris, Marseille et Nice sont déjà couvertes ; Lyon, Nantes et Saint-Nazaire sont en démarrage pré-commercial). Si cette transformation a lieu, cela risque d'être qu'une fuite en avant concernant l'avenir de la radio.
Dans une interview accordée en mars 2016 à CB News, Bruno Laforestrie donne l'évolution de l'âge des auditeurs (passant de 33 ans à 30 ans) et précise que l'audience de la radio est stable sur les trois dernières années (2015 compris).
Le 2 juillet 2016, Mouv’, l’Orchestre Philharmonique de Radio France et l’Adami présentent Hip Hop Symphonique, un concert unissant musique symphonique et rap français. Sa première édition réunit cinq artistes et groupes emblématiques de la scène rap française, IAM, Youssoupha, Ärsenik, Bigflo & Oli et Mc Solaar, accompagnés de l’Orchestre Philharmonique de Radio France, sous la direction artistique d’Issam Krimi.
Fin août 2016, Mathieu Gallet estime que le nouveau positionnement de la radio est le bon et donne jusqu'à fin 2017 pour que la radio fasse ses preuves.
Fin octobre 2016, Radio France annonce le rattachement de la rédaction de Mouv' à France Info.  
Le CSA attribue une fréquence RNT à Strasbourg au Mouv'.
Les audiences du 1er trimestre 2017 affichent une progression sensible à 0,7 % soit 380 000 auditeurs. La progression s'illustre particulièrement en Île-de-France, Mouv' doublant son audience pour atteindre 1 %. L'audience progresse particulièrement sur le cœur de cible 13-25 ans pour atteindre 2 %. Les audiences du 2e trimestre 2017 confirment cette progression. Mouv' totalise 396 000 auditeurs soit une progression de 186 000 auditeurs en un an. L'audience en Île-de-France atteint quant à elle 1,4 %, son meilleur résultat depuis 2007.
En septembre 2017, Mouv' réalise sa meilleure rentrée depuis 2008 avec 441 000 auditeurs soit une progression de 45 % de l'audience sur un an. L’objectif de rajeunissement de la cible est atteint : 80 % des auditeurs ont moins de 34 ans. Ces résultats s'accompagnent d'une forte hausse des indicateurs digitaux illustrant la complémentarité de l'offre jeune du service public. La grille 2017-2018 est par ailleurs enrichie par l'arrivée du DJ Quentin Margot (émission Quotidien, TMC) et d'une nouvelle émission de débat sur l'actualité du rap français animée par Emmy avec des intervenants de médias extérieurs : Fif (Booska-P), Mehdi Maïzi (OKLM Radio), Genono (Noisey, Mouv'), Yérim Sar (Noisey, Mouv') et Paoline.
Les audiences de septembre à octobre 2019 démontrent une augmentation de l'audience avec une part de marché à 0,8 %. Durant cette période, le nombre d'auditeurs quotidien s'élève à 434 000 par jour, dont 150 000 en Île-de-France. De plus, la part d'auditeurs de 13-24 ans qui écoutent Mouv' a augmenté de 0,4 point en 1 an pour atteindre 1,8 %.
Durant le confinement en France, Mouv' propose pour deux weekends des sessions de mix ininterrompues pendant 48 heures d'affilée, avec la participation de plus 40 DJs différents sur chaque weekend. La première édition a lieu du vendredi 27 à 20 h au dimanche 29 mars 2020 à 21 h, la deuxième du vendredi 1er à 20 h au dimanche 3 mai 2020, en collaboration avec BBC Radio 1Xtra.
À l'occasion de la Fête de la musique 2020, la radio organise une soirée spéciale consacrée au rap féminin, avec la participation de Doria, Imen Es, KT Gorique, Lyna Mahyem et Tessae. Ce concert enregistré dans le studio 104 de la Maison de la Radio est effectué sans public en raison de la pandémie de Covid-19.

### 2022: Changement complet de grille
En février 2022, Bruno Laforestrie est remplacé à la direction de Mouv' par Mathieu Marmouget, Directeur Général de Konbini de 2008 à 2020.
Sous son impulsion, la grille des programmes est totalement refondée en septembre 2022 et la majorité des animateurs sont remplacés. Seule la matinale est conservée, bien que remaniée et rebaptisée "On n'est pas fatigué!".
Un traitement plus poussé de l'actualité est proposé quotidiennement à la fois dans "On n'est pas fatigué"  et en journée avec un magazine quotidien d'information de 15 minutes (Quinze) axé sur le reportage et le décryptage ainsi qu'avec une émission de 30 minutes (Rezo) analysant les tendances et phénomènes des réseaux sociaux.
Chaque soir pendant 2h, des nouveaux rendez-vous sont mis en place afin de débattre sur des questions de société ou l'actualité culturelle au sens large (prescription musicale, artistes émergents, univers du manga).
Ainsi, la rentrée de septembre 2022 est marquée par l'arrivée sur l'antenne de personnalités venues d'Internet, telles que Loris Giuliano et Anis Rhali, puis d'Anna Toumazoff en 2023, dans l'objectif de « marier » la radio à (la création) Internet,. L'émission Yatta! auparavant diffusée sur Twitch passe désormais en FM. Avec ces nouveaux programmes, Mouv' a l'ambition de créer un lien fort avec la jeunesse grâce à des figures de leur génération et de leur univers et de leur proposer des expériences interactives et créatives.
Jehanne Ndzouba, lauréate du 1er concours Pod'casting organisé par Radio France, est remarquée pour sa série Capillotracté et reflète la volonté de la chaîne de s'ouvrir à de nouveaux talents.
Mouv' multiplie également les collaborations avec les créateurs de contenu les plus en vue sur les réseaux à travers des émissions spéciales (Loris Giuliano, Jubterter et Ben, Tahnee, Ibé), des évènements sportifs (GP Explorer) ou à l'occasion de la refonte de son habillage antenne en direct live par le collectif ZCCMXTP.
Alors que depuis 2015 l'ensemble des playlists en journée étaient animées, la nouvelle grille amène la radio à diffuser de la musique sans animateurs pendant la majorité de la journée, soit de 9 h à 16 h 30 pour se rapprocher de l'expérience sonore proposée par les plateformes de streaming.
Dès le mois de juillet 2022, la playlist musicale de la chaîne s'élargit, se diversifie et s'accompagne du parti pris de faire plus de place à la curation, à l’émergence et au développement d’artistes. Yamê, Houdi, Merveille, Aupinard ont fait leur première radio chez Mouv' dans l'émission "Moins de 10K" animée par Anis Rhali et Salif Cissé.
Ainsi, Mouv' diffuse 78 % de nouveautés musicales et 63 % de titres exclusifs.
Grâce à une stratégie de publication d'extraits d'antenne partagés sur les réseaux sociaux Mouv', "connait une très forte croissance des vues des vidéos", affirme Mathieu Marmouget lors d'une interview diffusée en juillet 2024.

### 2025: passage en numérique
À la suite de restrictions budgétaires, la radio passe exclusivement en diffusion sur internet à l’été 2025 et perd ses journaux et émissions, devenant 100 % musicale.

## Identité de la station

### Logos[55]

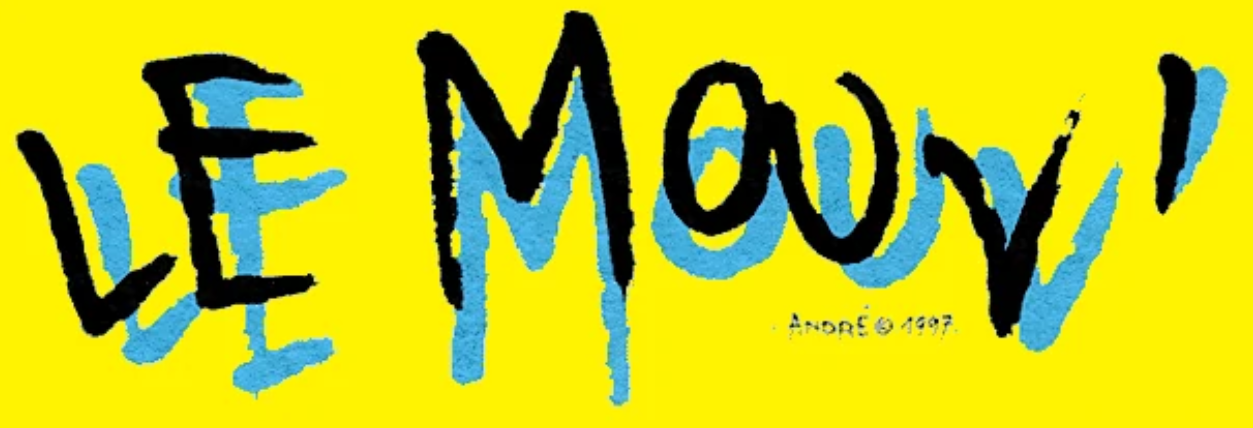
Logo du Mouv' du 17 juin 1997 à 1999.
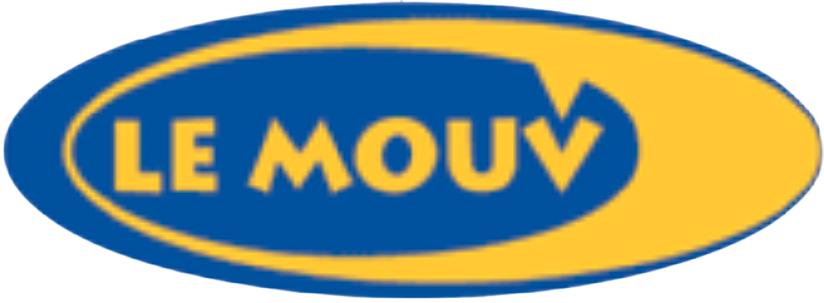
Logo du Mouv' de 1999 à 2002.
Logo du Mouv' de 2002 à septembre 2005.
Logo du Mouv' de septembre 2005 à 2008.
Logo du Mouv' de 2008 au 2 février 2015.
Logo de Mouv' depuis le 2 février 2015 à 2021.
Logo depuis décembre 2021 avec le nouveau logo de Radio France.

### Slogans
- « L'esprit Rock » (mars 1999 - août 2009)
- « L'Alternative Radio » (août 2009 - septembre 2011)
- « Mon époque, ma radio » (septembre 2011 - février 2015)
- « Mouv' on it » (février 2015 - septembre 2015)
- « Hip Hop Never Stop » (septembre 2015 - août 2019)
- « Hip Hop Nation » (depuis septembre 2019)

## Personnels de la station

### Directeurs
| Directeurs             | Début du mandat | Fin du mandat   | Durée du mandat |
| ---------------------- | --------------- | --------------- | --------------- |
| Olivier Nanteau        | juin 1997       | mars 1999       | 1 an et 10 mois |
| Marc Garcia            | mars 1999       | novembre 2003   | 4 ans et 2 mois |
| Frédéric Schlesinger   | novembre 2003   | avril 2006      | 2 ans et demi   |
| Stéphane Ramezi        | avril 2006      | septembre 2008  | 2 ans et demi   |
| Hervé Riesen           | septembre 2008  | mars 2011       | 2 ans et demi   |
| Patrice Blanc-Francard | mars 2011       | 26 août 2013    | 2 ans et demi   |
| Joël Ronez             | 26 août 2013    | 26 mai 2014     | 9 mois          |
| Bruno Laforestrie      | 26 mai 2014     | 31 janvier 2022 | 7 ans et 8 mois |
| Mathieu Marmouget      | 31 janvier 2022 | -               |                 |

### Événementiel
- Les 25 et 26 avril 2018, Mouv' est en direct du Printemps de Bourges avec la diffusion de plusieurs émissions[58].
- Les 8 et 9 septembre 2023, Mouv' est en direct du GP Explorer 2, opération récompensée par un Prix Stratégie Or

## Diffusion FM: point sur les émetteurs
La liste complète des fréquences de Mouv' se trouve sur le site web du CSA.
| Ville                       | Département | Fréquence | Émetteur                                                               | Diffuseur | Puissance d'émission (PAR) |
| --------------------------- | ----------- | --------- | ---------------------------------------------------------------------- | --------- | -------------------------- |
| Aix-en-Provence / Marseille | 13          | 96.8      | La Petite Étoile Septèmes-les-Vallons                                  | Towercast | 3 kw                       |
| Ajaccio                     | 2A          | 92.0      | La Punta Alata                                                         | TDF       | 4 kW                       |
| Amiens                      | 80          | 91.0      | Migrogne Route d'Amiens Dury                                           | TDF       | 1 kW                       |
| Angers                      | 49          | 96.0      | Le Vieil Bois de Guinezert Le Sansonnet Beaucouzé                      | TDF       | 1 kW                       |
| Annecy                      | 74          | 99.4      | Belvédère de la Jeanne Annecy                                          | Towercast | 1 kW                       |
| Besançon                    | 25          | 93.5      | Fort de Bregille Besançon                                              | TDF       | 1 kW                       |
| Brest                       | 29          | 94.0      | 11, rue Pierre Mac-Orlan Brest                                         | Towercast | 3 kW                       |
| Bordeaux                    | 33          | 87.7      | Avenue du Domaine de Vialle Bouliac                                    | TDF       | 1 kW                       |
| Caen                        | 14          | 87.8      | Delle des Rougettes Colombelles                                        | TDF       | 1 kW                       |
| Cannes                      | 06          | 101.0     | Mont Pézou Chemin des Collines Le Cannet                               | TDF       | 200 W                      |
| Carcassonne                 | 11          | 90.0      | Sainte-Croix La Porte de Fer Carcassonne                               | Towercast | 1 kW                       |
| Clermont-Ferrand            | 63          | 97.5      | La Fontaine du Berger Orcines                                          | Towercast | 2 kW                       |
| Dijon                       | 21          | 88.9      | Le Plain de la Montagne Chenôve                                        | Towercast | 1 kW                       |
| Grenoble                    | 38          | 95.5      | La Combe Seyssins                                                      | Towercast | 1 kW                       |
| Lille                       | 59          | 91.0      | 8, mail Lamartine Mons-en-Barœul                                       | Towercast | 2 kW                       |
| Limoges                     | 87          | 107.6     | Château d'eau des Chevailles Boisseuil                                 | Towercast | 2 kW                       |
| Lorient                     | 56          | 103.3     | Kernours Kervignac                                                     | TDF       | 500 W                      |
| Lyon                        | 69          | 87.8      | Basilique de Fourvière Lyon                                            | TDF       | 4 kW                       |
| Marseille (Littoral)        | 13          | 96.4      | Îles du Frioul Île de Pomègues Marseille 1er                           | TDF       | 1 kW                       |
| Mende                       | 48          | 107.2     | Mont Mimat Mende                                                       | TDF       | 200 W                      |
| Montpellier                 | 34          | 102.7     | Tour de Bionne 760, rue de Grèzes Montpellier                          | TDF       | 3 kW                       |
| Nantes                      | 44          | 96.1      | La Louée 76, rue de la Châtaigneraie Haute-Goulaine                    | TDF       | 3 kW                       |
| Nice                        | 06          | 101.0     | Mont Vinaigrier Chemin du Contéo Nice                                  | Towercast | 2,5 kW                     |
| Paris et Île-de-France      | 75          | 92.1      | Tour Eiffel, Paris 7e                                                  | TDF       | 8 kW                       |
| Reims                       | 51          | 101.1     | Château d'eau du Moulin de la Housse Rue du Docteur Jankel Ségal Reims | TDF       | 500 W                      |
| Rennes                      | 35          | 107.3     | 2 rue du Clos Courtel Cesson-Sévigné                                   | TDF       | 2 kW                       |
| Rouen                       | 76          | 95.8      | Immeuble Comté de Foix Place Boïeldieu Canteleu                        | Towercast | 1 kW                       |
| Saint-Étienne               | 42          | 88.0      | Le Guizay La Ricamarie                                                 | Towercast | 2 kW                       |
| Strasbourg                  | 67          |           | Fréquence RNT                                                          |           |                            |
| Toulouse                    | 31          | 95.2      | Chemin des Côtes de Pech David Toulouse                                | Towercast | 5 kW                       |
| Tours                       | 37          | 94.1      | Les Fossés Blancs 47, rue de la Fontaine Blanche Chambray-lès-Tours    | TDF       | 2 kW                       |
| Valence                     | 26          | 100.7     | Signac Saint-Romain-de-Lerps                                           | Towercast | 500 W                      |

## Diffusion DAB +
La station est diffusée en DAB+ sur le réseau métropolitain n°2 en cours de déploiement depuis Octobre 2021. Elle côtoie sur ce multiplexe l'ensembles des radios nationales de Radio France (France Bleu étant diffusée sur les réseaux DAB+ locaux et régionaux).

## Audiences
Les audiences (de 2005 à 2014) sont tirées du rapport publié par la Cour des comptes en avril 2015. Audience cumulée en pourcentage.
| Année           | 1997 à 2004 | 2005 | 2006 | 2007 | 2008 | 2009  | 2010 | 2011 | 2012 | 2013 | 2014 | 2015 | 2016 | 2017 | 2018 | 2019 | 2020 |
| --------------- | ----------- | ---- | ---- | ---- | ---- | ----- | ---- | ---- | ---- | ---- | ---- | ---- | ---- | ---- | ---- | ---- | ---- |
| Audience (en %) | Inconnue    | 1,2  | 1,2  | 1,1  | 1,0  | 0,9   | 0,7  | 0,5  | 0,4  | 0,4  | 0,4  | 0,3  | 0,7  | 0,8  | 0,6  | 0,8  | 0.9  |
| Objectif pour   | Inconnu     | -    | -    | -    | -    | ≥ 1,5 | -    | -    | -    | -    | ≥ 1  | -    | ≥ 1  | ≥ 1  | -    | -    | -    |

La Cour des Comptes considère que l'audience s'est stabilisée au cours des dernières années, mais la radio est proche de la marge d'erreur de Médiamétrie.